# Charentese-Bernstein
Charentese-Bernstein (seltener „Charentes-Bernstein“) ist ein in der Literatur häufig verwendeter Sammelbegriff für Bernstein aus kreidezeitlicher Lagerstätte verschiedener Fundorte in Südwestfrankreich (Les Charentes).

## Fundgebiet und Geologie
Die fossilen Harze wurden in verschiedenen temporären Aufschlüssen (Steinbrüche, Straßenbau) und in der Küstenregion Südwestfrankreichs gefunden. Die ersten Funde lassen sich auf die erste Hälfte des 19. Jahrhunderts datieren. Von den rund 100 kg, die insgesamt im Zuge systematischer wissenschaftlicher Erkundung gewonnen wurden, kommt der weitaus größte Teil aus einem Aufschluss bei Archingeay, der im Sommer 1999 besonders günstige Bedingungen für die Bernsteinlese bot.
Nahezu sämtliche Sedimente, in denen Bernstein gefunden wurde, lassen sich dem Cenomanium (90–100 Mio. Jahre) zuordnen, in einem Fall ist ein etwas höheres Alter (Albium) nicht auszuschließen. Der Fossilinhalt der Sedimente und die organischen Einschlüsse des Bernsteins deuten auf einen küstennahen Mischwald in einem warmgemäßigten bis subtropischen Klima, in dem Araukarien vorherrschten.

## Eigenschaften des Bernsteins
Das Farbenspektrum des Charentes-Bernsteins reicht von einem transparenten Gelb über Orange und Rot bis hin zu einem opaken Braun. Der harte und in der Regel sehr brüchige Bernstein splittert leicht und ist daher für die Schmuckverarbeitung ungeeignet. Das fossile Harz enthält keine Bernsteinsäure und wird daher zu den Retiniten gestellt.

## Botanische Herkunft
IR-Spektren deuten darauf hin, dass die Bernsteinharze auf Vertreter der Araucariaceae und der Cheirolepidiaceae zurückgehen.

## Organische Einschlüsse
Ein erheblicher Teil des Bernsteins ist opak, wodurch die Untersuchung von Inklusen mit traditionellen Methoden zumeist unmöglich ist. Diese Stücke wurden mittels der Phasenkontrast-Röntgenmikroradiographie untersucht. Zudem wurden mikrotomografische Daten für eine 3D-Rekonstruktion besonders wertvoller Inklusen gewonnen. Mittels dieser Techniken wurden insbesondere in opaken Stücken rund 1500 Arthropoden in einer bemerkenswerten taxonomischen Bandbreite entdeckt. Darunter befinden sich diverse Exemplare der ausgestorbenen Wespenfamilien Falsiformicidae und Maimetshidae, aus denen zuvor nur sehr wenige kreidezeitliche Belege vorlagen. Im Bernstein identifizierte marine Mikroorganismen dürften durch Wind und Gischt in das Harz küstennaher Wälder gelangt sein.